# اولمک

نقشه تمدن اولمک.

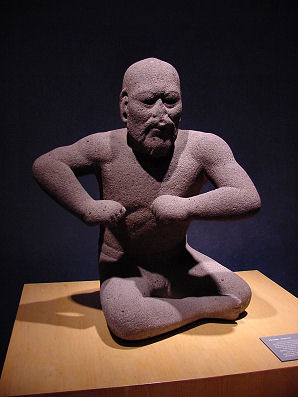
"کشتی‌گیر، از تندیس‌های روزگار اولمک، ۱۲۰۰ تا ۸۰۰ پیش از میلاد.

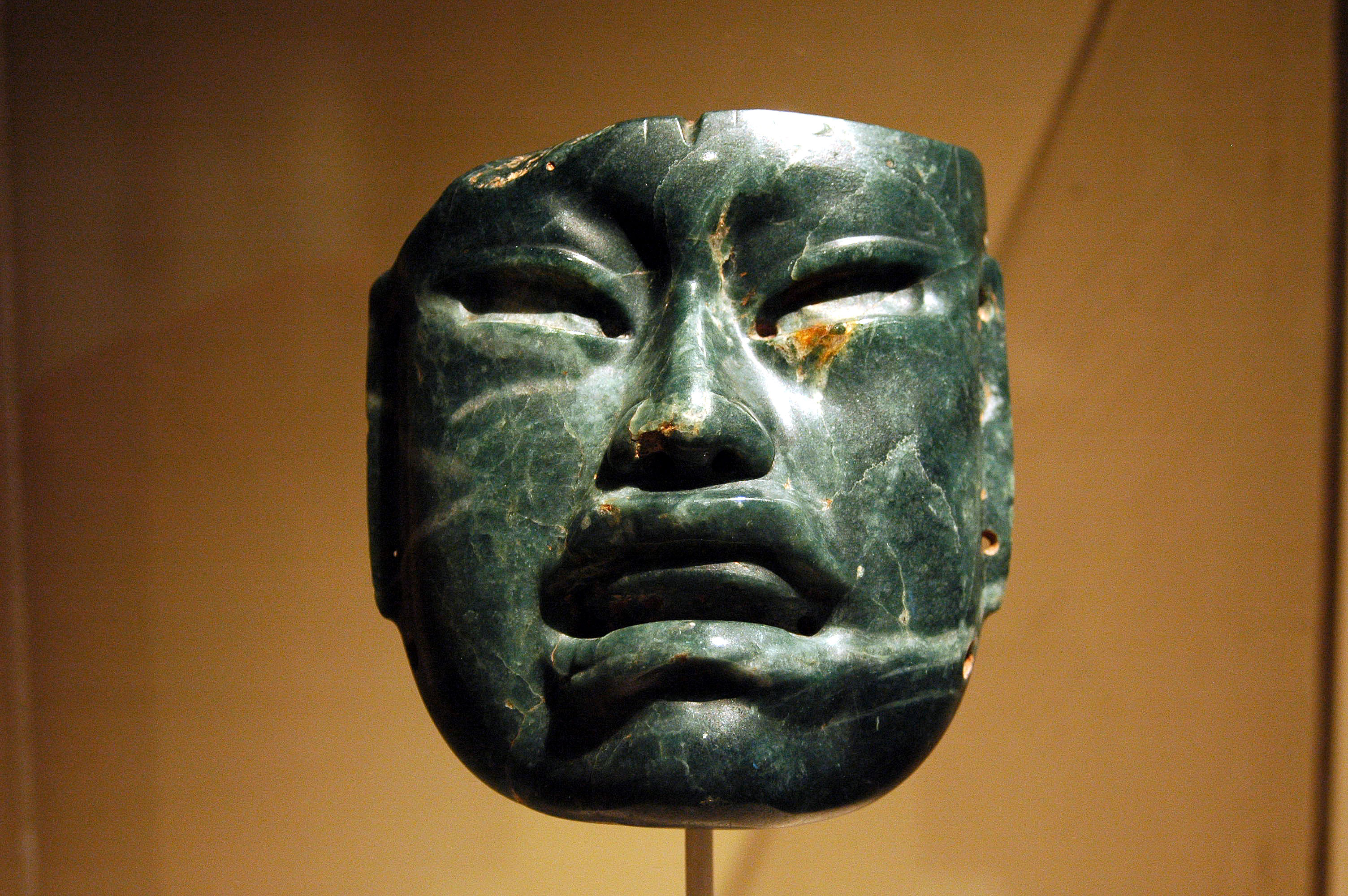
نقابی از جنس سنگ قولنج، ۱۰۰ تا ۶۰۰ پیش از میلاد.

تمدن اولمک (Olmec) قدیمی‌ترین تمدن در آمریکای میانه و نخستین تمدن در مکزیک به‌شمار می‌رود. اولمک‌ها در مناطق پست گرمسیری جنوب مرکزی مکزیک، محل ایالت‌های امروزی وراکروز و تاباسکو زندگی می‌کردند.

تمدن اولمک در سان لورنزو تنوختیتلان از حدود سال ۱۱۵۰ ق. م تا ۹۰۰ ق. م و در سایر جاهای نزدیکتر به ساحل خلیج مکزیک از سال ۸۰۰ ق. م تا ۴۰۰ ق. م شکوفا گردیده و پیش از نابودی بر فرهنگ بخش‌های دیگری از آمریکا مرکزی تأثیر گذاشته‌است.
آشناترین جنبه تمدن اولمک، هنر این تمدن به‌ویژه آثار متمایز مجسمه‌سازی اولمک در سان لورنزو و مکان‌های دیگر به شکل جمجمه‌های بزرگ انسانی است که در سنگ بازالت کنده‌کاری شده‌اند. این سنگ‌ها از محلی واقع در حدود پنجاه مایلی سان لورنزو به آنجا آورده شده‌است.
هنر اولمک در پیکرتراشی تأکید بر تجسم بخشیدن به کودکانی چاق با چهره‌های پف کرده و دهانی نیمه باز همراه با نیشخند بود که بر روی هم علایم صورت گربهٔ وحشی را آشکار می‌سازد و در حقیقت چنین پیداست که آن قوم خود را از نسل گربه‌سانان می‌دانستند.
ناحیه باستانی «لاونتا» در جنوب شرقی مکزیک بزرگ‌ترین زیستگاه تمدن اولمک به‌شمار می‌رفت. در این مکان بقایای شهری به شکل یک ردیف ساختمان‌های گلی قرار دارد. در این شهر یک هرم اشکوبه‌ای به طول ۱۳۵، عرض ۷۵ و ارتفاع ۳۵ متر نیز ساخته شده‌است و از قدیمی‌ترین اهرام نوع خود در آمریکای مرکزی بودند. زیستگاه لاونتا در حدود سال‌های ۴۰۰ تا ۳۰۰ پیش از میلاد بر اثر تهاجم اقوام بیگانه ویران شده‌است. از دیگر آثار به جامانده از قوم اولمک می‌توان به هشت سر سنگی بزرگ در «سان لورنزو» اشاره کرد که به احتمال فراوان مجسمهٔ نخستین حاکمان اولمک بوده‌اند.
با سقوط این دو شهر تمدن اولمک نابود شد، اما فرهنگ و سنت‌های این قوم مانند پرستش جگوار (پلنگ خالدار آمریکایی)، کنده‌کاری بر روی یشم سبز، کشاورزی، دست نوشته‌ها و نظم اجتماعی آن‌ها بعدها در آمریکای مرکزی و جوامع جنوبی ادامه پیدا کرد.

## مردمان
نخستین تمدن‌های بزرگ آمریکای میانه و آمریکای جنوبی با تمدن‌های بین‌النهرین، مصر باستان و چین برابری می‌کردند. در آمریکای میانه، اولمک‌ها سرمشقی برای فرهنگ‌های آیندهٔ منطقه شدند. جگوارپرستی کانون باورهای اولمک‌ها بود که در آن با دیگر اقوام آمریکای جنوبی اشتراک داشتند.
سال‌های بین حدود ۱۵۰۰ و ۹۰۰ پ.م. شاهد نخستین تجلی‌های واقعی تمدن پیشرفته‌تر در آمریکای میانه بودند. مهارت و بهره‌وری زراعی رشد کرد، سفالگری (احتمالاً به‌واسطهٔ تماس با فرهنگ‌های آندی آمریکای جنوبی) پیچیده‌تر شد و معبد-هرم‌ها ظاهر شدند. این دوره همچنین زمانی بود که نخستین تمدن بزرگ آمریکای میانه -تمدن اولمک‌ها- در آن متولد شد.

### زندگی در زمین‌های پست
اولمک‌ها در زمین‌های پست، مرطوب و حاصلخیز جنوب مکزیک سکونت گزیده بودند و فرهنگشان حدود سال ۱۲۰۰ پ.م. شکوفا شد. تا حوالی سال ۸۰۰ پ.م. آن‌ها بخش وسیع‌تری از آمریکای میانه را زیر نفوذ خود آوردند. به‌نظر می‌رسد دیگر اقوام مختلف آمریکای میانه، شاید در نتیجهٔ روابط تجاری، از نمادگراییِ اولمک‌ها تأثیر گرفتند.
روش‌های کشاورزی اولمک‌ها چندان پیشرفته نبودند، شاید به این دلیل که نیازی به روش‌های پیشرفته نداشتند، چون ذرت، محصول اصلی آن‌ها، فراوان بود. اولمک‌ها شکارچی بودند، نه چوپان، چون گله‌های بزرگی از جانوران قابل اهلی‌کردن در این منطقه وجود نداشتند. آن‌ها حیوانات را برای بارکشی به‌کار نمی‌گرفتند و، برخلاف اوراسیا، خبری از وسایل نقلیهٔ چرخ‌دار نبود -که، در صورت وجود هم، در زمین‌های مرطوب و باتلاقی سرزمین اصلی اولمک‌ها چندان کاربردی نداشتند.

### اوج‌گیری سن‌لورنزو
نخستین مرکز مهم اولمک‌ها سن‌لورنزو بود که روی فلاتی در بالادست رود کُتزاکولکوس در ایالت جنوبی وراکروز در مکزیک قرار گرفته‌بود. سن‌لورنزو بین سال‌های ۱۲۰۰ تا ۹۰۰ پ.م. در اوج بود. این شهر، با سلسله‌مراتبی شامل طبقهٔ نخبه، کارگران ماهر و کارگران، احتمالاً بیش‌تر مقر رهبر قبیله بود تا دولت‌شهر و شاید فقط حدود دو هزار نفر جمعیت داشت. ساختمان‌های سن‌لورنزو را روی تپه‌های خاکی و دورتادور میدان‌هایی باز می‌ساختند. این ساختمان‌ها شامل معابد و خانه‌هایی از الوار و کاه‌گل می‌شدند و به‌نظر می‌رسد که شهر سیستم فاضلاب پیشرفته‌ای هم داشته‌است.
یادبودهای سنگی متعددی، مثل سردیس‌های غول‌پیکر حجاری‌شده، سازه‌های قربانگاه‌مانند، مجسمه‌های بزرگی از افرادی در حالت نشسته و تصویرسازی‌هایی از حیوانات گوناگون، و از همه مهم‌تر جگوار، هم وجود داشتند. شاید حجامت و قربانی کردن هم بخشی از مناسک آیینی بوده‌اند، اما این فقط حدس و گمان است.
یک مایل دورتر از سن لورنزو، در کاسکاخال، سنگی کشف کرده‌اند که عمرش به حدود ۹۰۰ پ.م. برمی‌گردد و نمادهایی بر خود دارد که ممکن است نوشته‌های اولمک‌ها باشند. این شاید ثابت کند که اولمک‌ها یکی از نخستین نظام‌های نوشتاری آمریکای میانه را ابداع کرده‌بودند.
به‌نظر می‌رسد سن‌لورنزو حدود سال ۹۰۰ پ.م. از رونق افتاد. شواهدی از نابودی فراگیر یادبودها باعث شده‌اند بعضی کارشناسان بگویند قیام یا تهاجمی بزرگ در کار بوده‌است. گروهی دیگر فکر می‌کنند که شاید عوامل زیست‌محیطی به زوال سن‌لورنزو منجر شده باشند.

### لاوِنتا
دیگر مرکز مهم اولمک‌ها در شهر لاونتا در نزدیکی مرز ایالت‌های تاباسکو و وراکروز امروزی بود که جمعیتی بسیار بیشتر از سن‌لورنزو داشت. لاونتا، که بین سال‌های ۹۰۰ تا ۴۰۰ پ.م. رونق داشت، در عمل، به‌جای سن‌لورنزو، مهم‌ترین سکونتگاه آمریکای میانه شد. در لاونتا هم، مثل سن‌لورنزو، سردیس‌های سنگی غول‌آسا و مجسمه‌ها و تصویرسازی‌هایی از جگوار و همچنین مجموعه‌هایی عبادتگاهی-آیینی، از جمله هرمی عظیم، یافته‌اند. آرایش ساختمان‌های مهم این مجموعه‌ها به‌شیوه‌ای دقیق طراحی شده‌است و شاید به باورهای مربوط به ستاره‌شناسی مرتبط باشد.
هنر اولمک‌ها، مخصوصاً در زمینهٔ سنگ‌تراشی، از جمله ساخت پیکره‌هایی کوچک و متعدد از یشم، تکامل یافته‌بود. در لاونتا، در کنار دیگر مصنوعات اولمک‌ها، مثل آینه‌هایی از جنس سنگ آهن که به گردن آویخته می‌شدند، حجاری‌های تزئینی ماهرانه‌ای هم کشف شده‌اند. شاید رهبران اولمک از این آینه‌ها به‌عنوان نشانه‌های قدرت «ویژه» ی خود استفاده می‌کرده‌اند، چرا که می‌شد آن‌ها را برای روشن کردن آتش یا متقارن‌سازی طرح‌ها به کار برد.
در حدود سال ۱۲۵۰ ق.م. تمدنی در نقطه‌ای از نواحی مرتفع جنگلی که امروزه سُن‌لورنزو تنوختیتلان نامیده می‌شود و مشرف بر دره رودخانه کُتزاکولکوس رودخانه‌ای که در سمت شمالی دشت تهوآنتپک را در خلیج مکزیک آبیاری می‌کند، ایجاد شد. این منطقه نخستین جایی است که در آن قدیمی‌ترین تمدن شناخته شده در آمریکای میانه کشف شده‌است. تمدنی که کاشفان امروزی آن را تمدن اولمک نامیده‌اند.
تمدن اولمک پیرامون ۱۵۰۰ پیش از میلاد آغاز شد و در ۴۰۰ سال پیش از میلاد مسیح منقرض شد. تا ۲۷۰۰ سال پیش از میلاد مسیح افراد ساکن در قاره آمریکا شروع به کشت و رشد اولین غلات خود، ذرت کردند و شهرهایی را بنا نهادند. در حدود ۱۲۰۰ سال قبل از میلاد مسیح، شهرهای کوچکی به این تمدن داخل شدند و تمدن مشخص و پابرجایی به وجود آمد. مراکز این شهرها ویژگی‌های جشن‌ها را با اهرام و میدان‌گاه‌های دارای دیوار بودند. اولین مراکز از این نوع در سَن‌لورنزو بود و یکی دیگر هم در لاونتا قرار داشت. هنرمندان اولمک شکل‌های پلنگ و انسان‌ها را از سفال و سنگ سبز و مجسمه بزرگ سر امپراتور، که در هر شهر مهم نصب شده بود، تراشیده بودند. کاشت و استفاده از ذرت در حدود ۷۵۰۰ سال تا ۱۲۰۰۰ سال پیش آغاز شده‌است. (اصلاح شده برای تغییرات خورشیدی) سوابق اولیه از کشتزارهای کم ارتفاع و پست بوته‌های ذرت و تاریخ آن‌ها به ۵۱۰۰ سال قبل از میلاد می‌رسد اما با وجود این، خانواده‌های حکومت‌کننده، حتی احاطه خود را بر سرزمین‌های تابع خود از دست دادند و تمدن اولمک در ۴۰۰ سال پیش از میلاد با تغییر ظاهر و ویرانی سن‌لورنزو و لاونتا دو شهر مهم این تمدن منقرض شد. این تمدن به عنوان فرهنگ تمدن آمریکایی میانه شناخته شده‌است. تمدن اولمک تمدن مایا را که اولین ساختار آن در حدود ۶۰۰ سال قبل از میلاد مسیح شروع شده و نفوذ آن بر تمدن‌های آینده ادامه دارد، توسعه داده‌است.
از آنجا که شمار محدودی از حروف الفبای اولمک‌ها باقی‌مانده‌است، امکان بازآفرینی تمامی حروف میسر نیست، اما بدون تردید، خط اولمک‌ها، سهم بسزایی در پیدایش خط تصویری مایاها (در حدود ۳۰۰ تا ۹۰۰م) داشته‌است. اولمک‌ها احتمالاً نیاکان مایاها بودند. همچنین این فرضیه وجود دارد که قوم چاوین نیز از نوادگان مهاجران اولمک باشند.

## آیین اولمک
در سرزمین اصلی اولمک کشاورزان از کوهستان‌های شمالی تخته سنگ وارد کرده بر رویش کنده‌کاری می‌کردند. سنگ کالایی بود که در سرزمین پر از گل و لجن آن‌ها به سختی به دست می‌آمد. باتلاق نشینان دوام و ماندگاری سنگ را ارج می‌نهادند. از سنگ تندیس‌های کوچک و بزرگ می‌ساختند و در آیین‌های مذهبی اولمک و اغلب به عنوان هدیه برای انداختن در چشمه به کار می‌بردند. مراکز آیینی آن‌ها متشکل بود از اهرام، میدان‌ها، گورستان‌ها و یادمان‌ها.
مجسمه‌سازی اولمک گویای این بود که شمن‌ها ادعا می‌کردند که به شکل جگوار در می‌آیند تا برای آموزش مردمشان در دنیای ارواح فعالیت کنند. مجسمه‌های انسان – جگوار ممکن است معرف آن باشد.
در این فرهنگ برای نخستین بار از گاهشماری ۲۶۰ روزه برای آیین‌های مذهبی استفاده شد. همچنین برخلاف قدیم، شکاف چشمگیری میان مردم عادی و نخبگان حاکم ایجاد گشت؛ برای مثال، نخبگان می‌توانستند لباس‌های گران‌قیمت و جواهرات ارزشمند داشته باشند. حتی در خانه‌های آن‌ها نیز فاضلاب و ستون‌های سنگی بزرگی وجود داشت.
نوعی توپ بازی در محوطه‌های رسمی اولمک انجام می‌شد که جزو مراسم عادی بود. تیم‌های رقیب به تقلید برخوردهای اسطوره‌ای مربوط به عالم ارواح می‌پرداختند. این بازی و سایر فعالیت‌های اولمک تا زمان ورود اروپائیان نیز ادامه داشت.

## نگارخانه

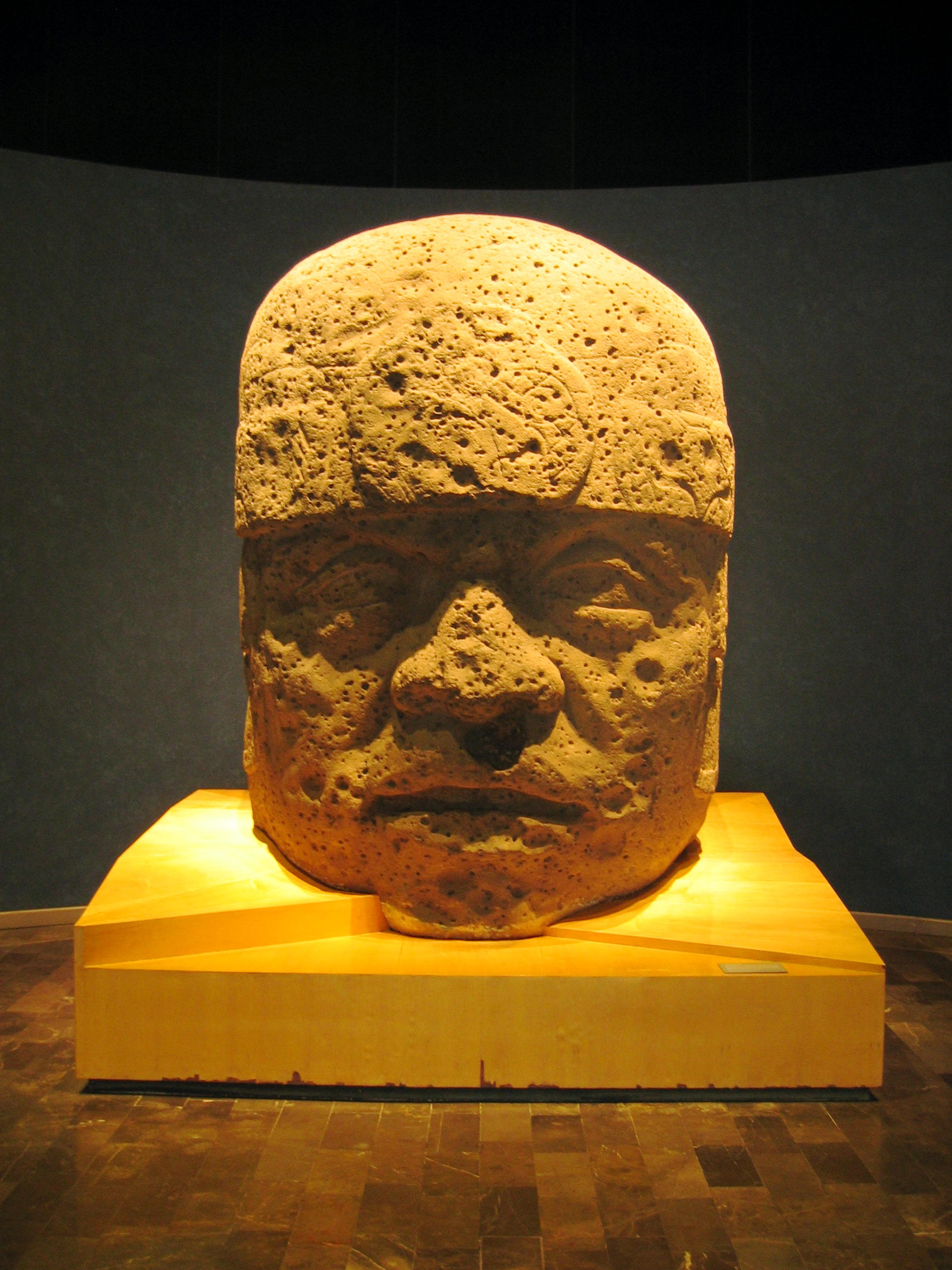
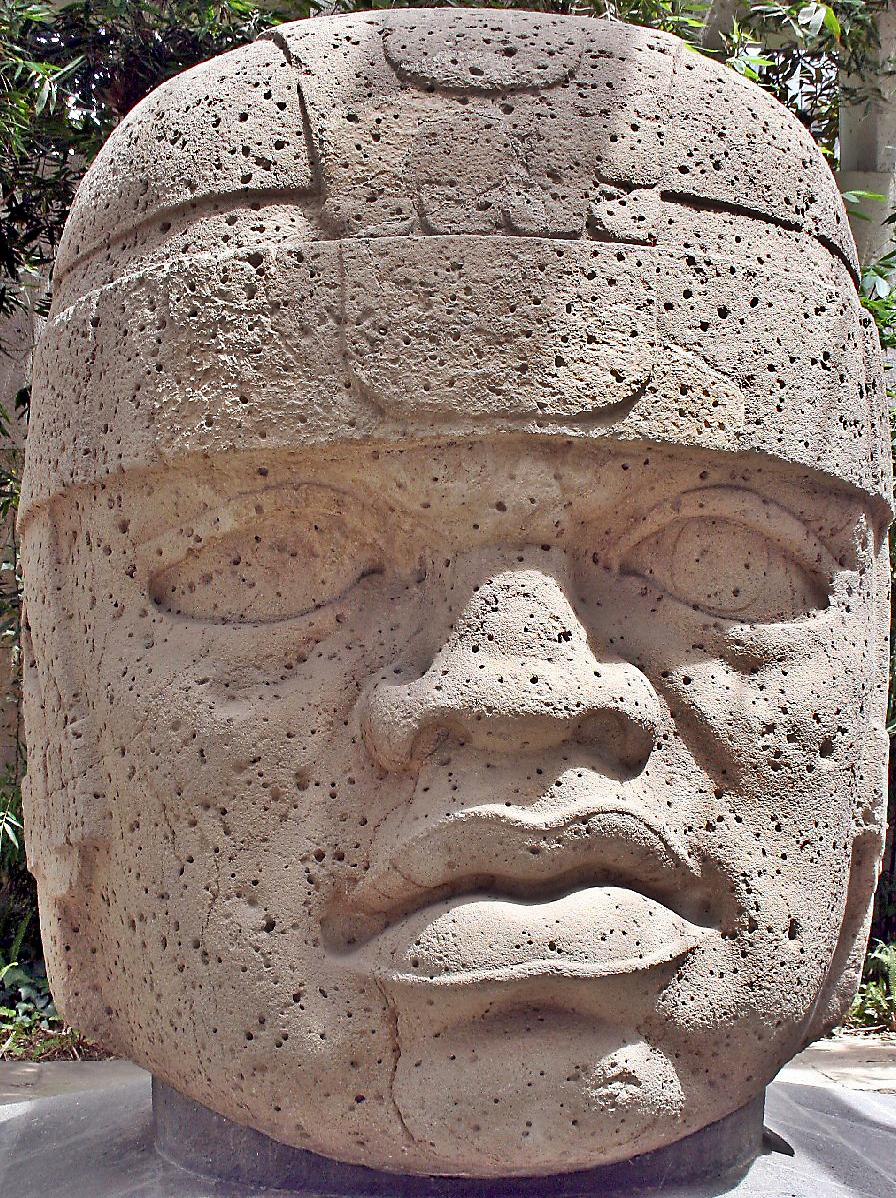
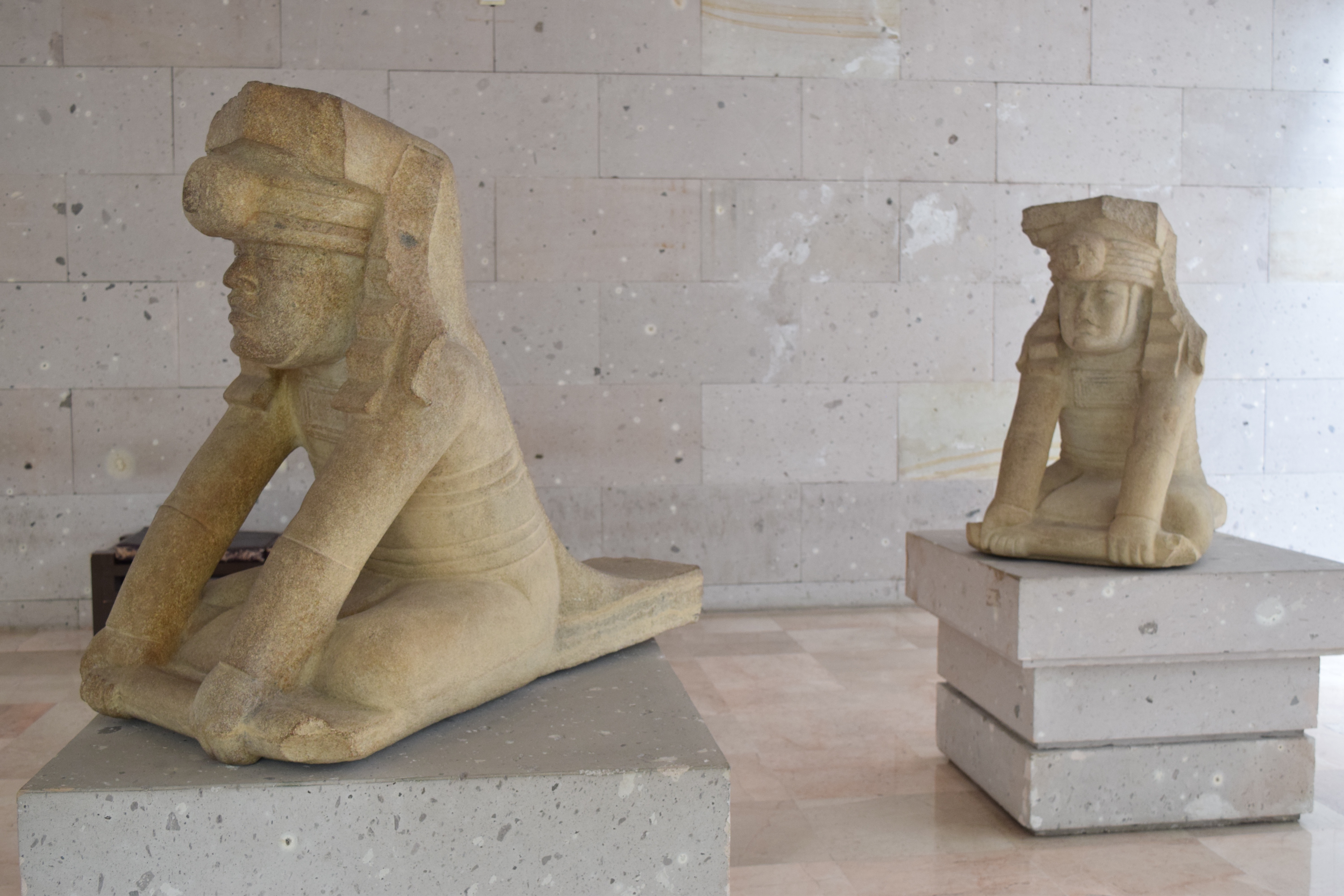
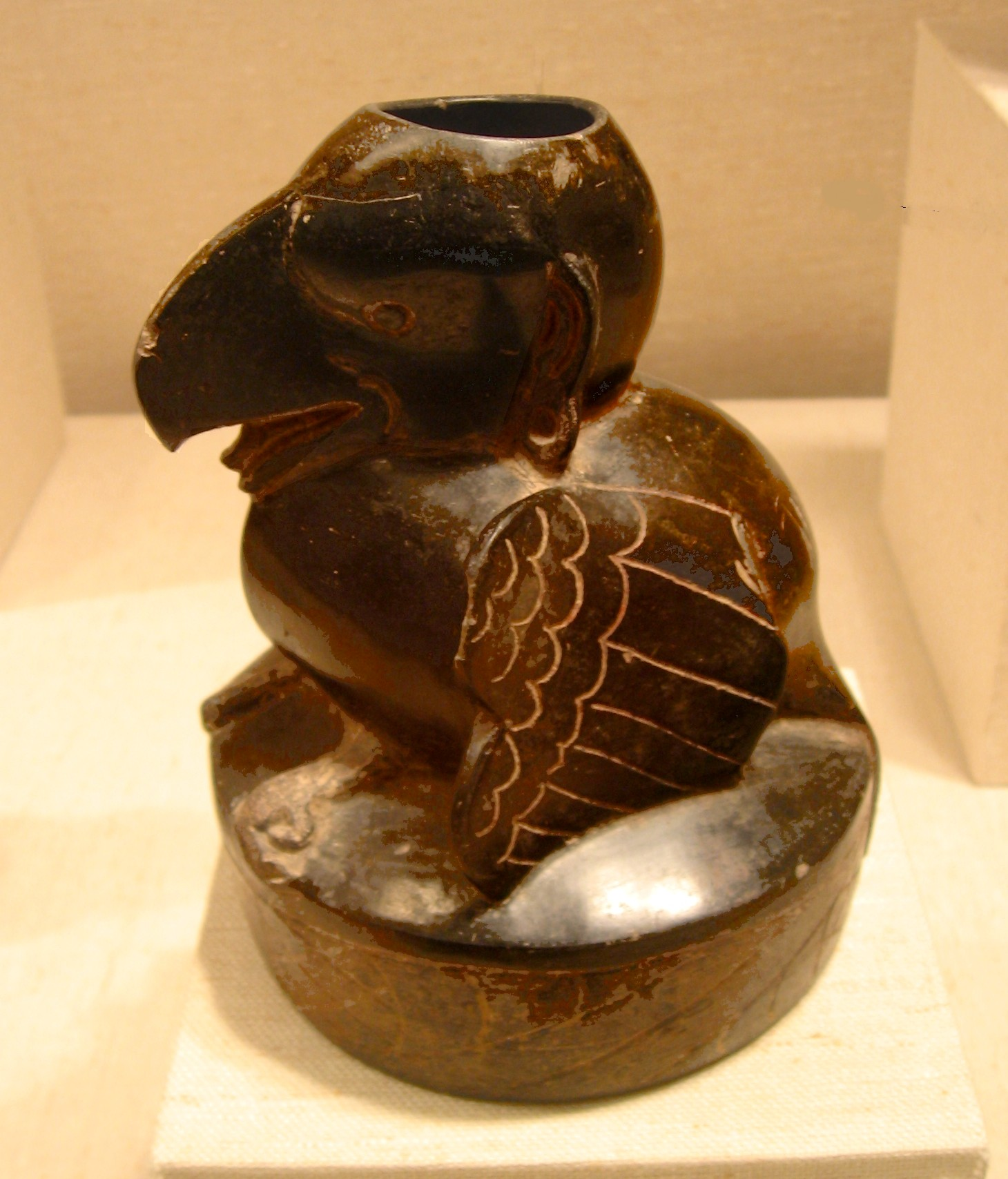
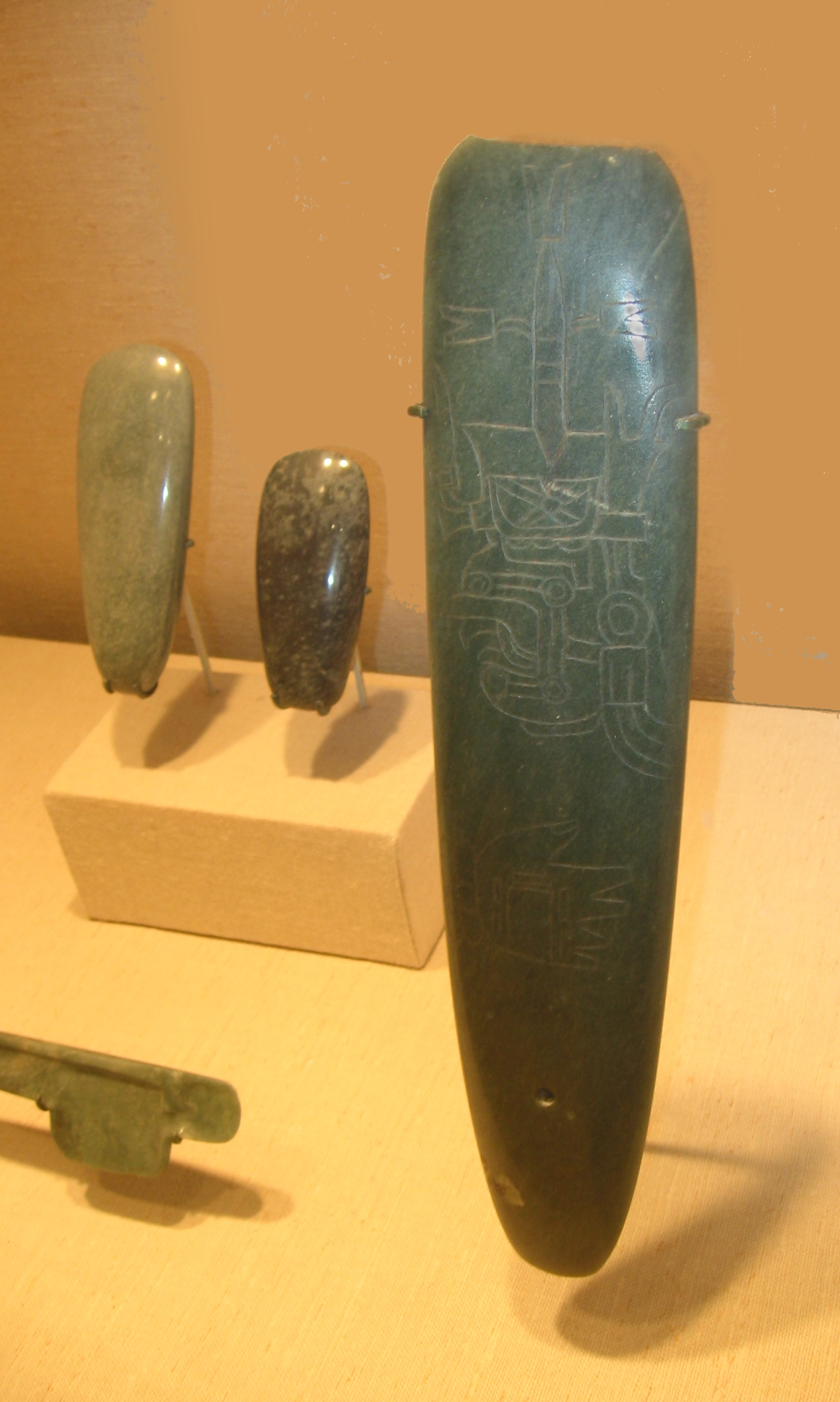
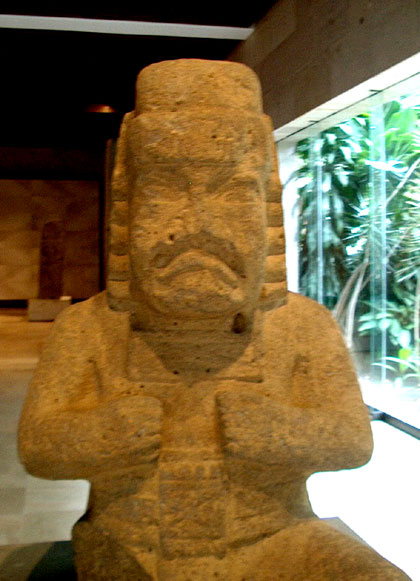
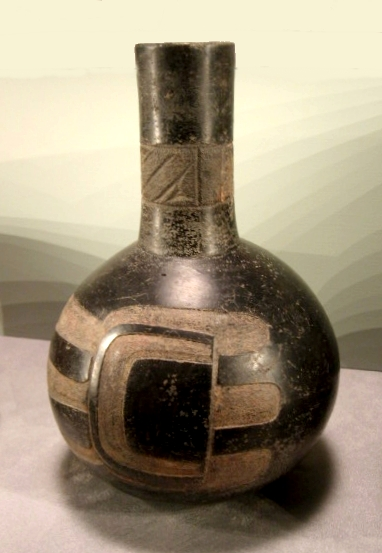
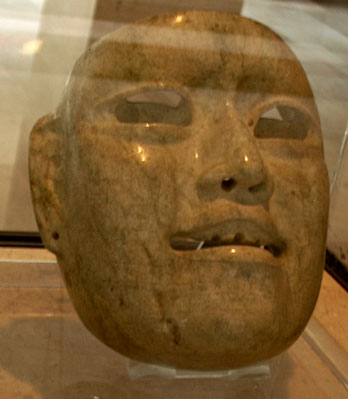
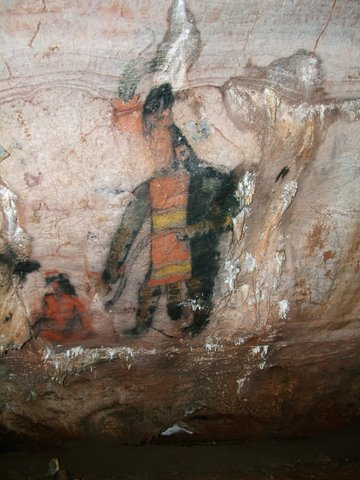
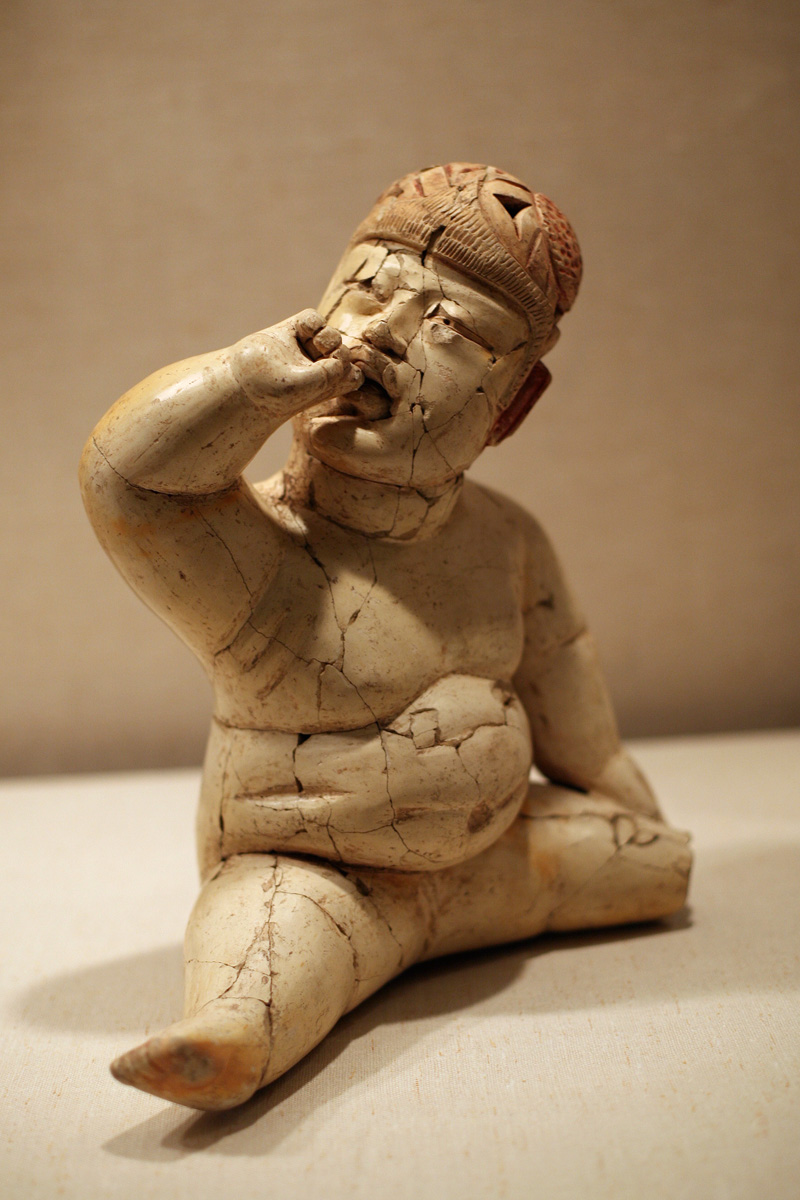
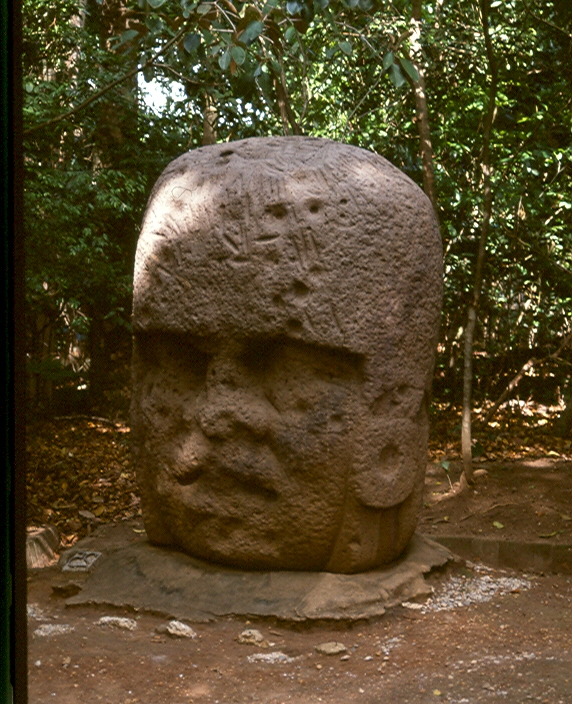
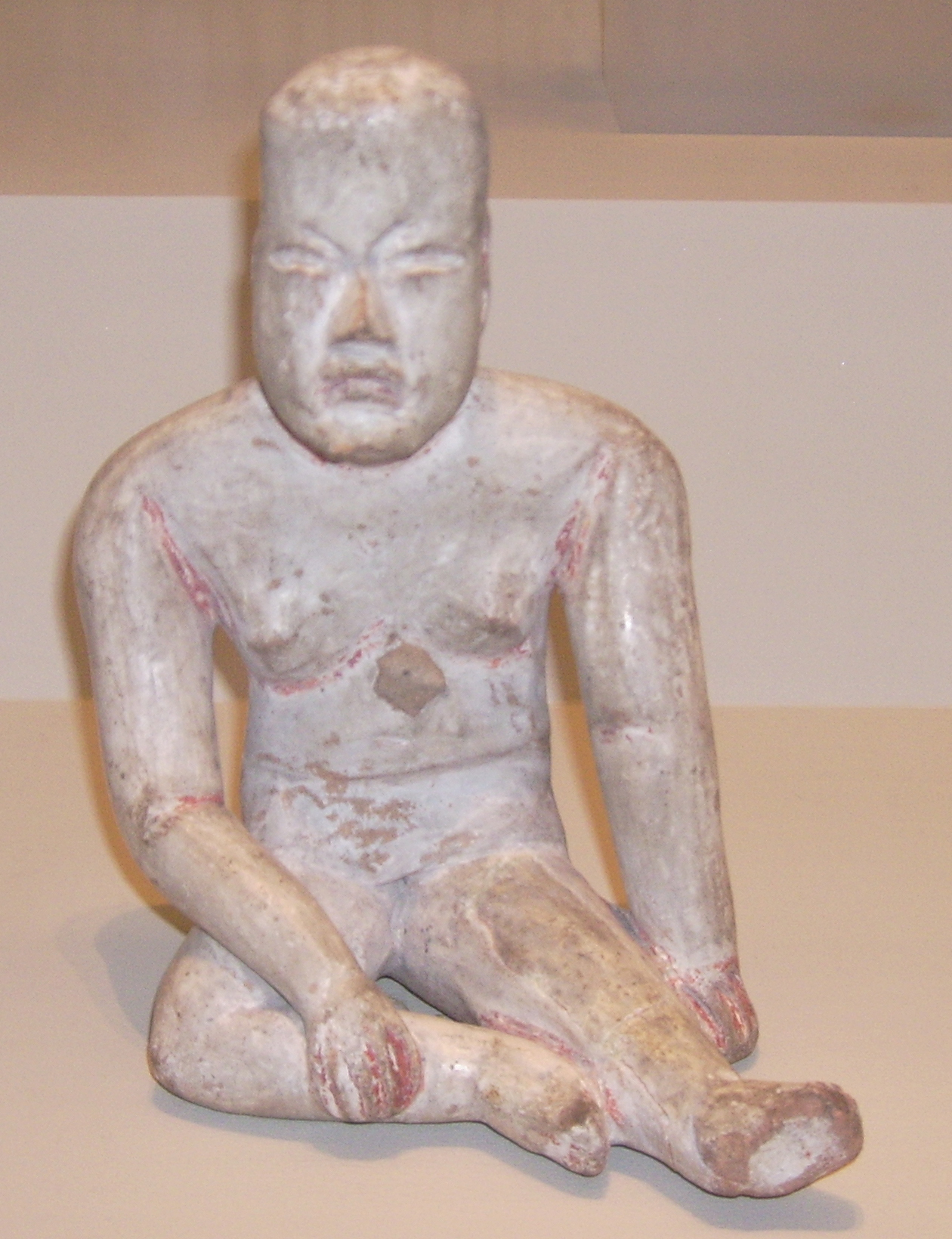